# Colaspis
Colaspis es un género de escarabajos  de la familia Chrysomelidae. En 1801 Fabricius describió el género. Contiene las siguientes especies:
- Colaspis braxatibiae Blake, 1978
- Colaspis brownsvillensis Blake, 1975
- Colaspis corumbensis Blake, 1978
- Colaspis diduma Blake, 1975
- Colaspis ekraspedona Blake, 1978
- Colaspis flavantenna Blake, 1978
- Colaspis guatemalensis Blake, 1975
- Colaspis juxaoculus Blake, 1978
- Colaspis lampomela Blake, 1978
- Colaspis manausa Blake, 1978
- Colaspis paracostata Blake, 1978
- Colaspis purpurala Blake, 1978
- Colaspis shuteae Blake, 1975
- Colaspis spinigera Blake, 1975

## Descripción
El huevo es oval y de color amarillo claro cuando están recién puestos y se van tornando más oscuros cuando se acercan a la eclosión. Se encuentra en el suelo individualmente o en grupos de 5 a 45 huevos, en cavidades pequeñas excavadas por la hembra en la superficie del mismo a una profundidad de 0,5 a 1 cm; o en depresiones naturales. Los huevos tienen unas dimensiones de 0.6 mm de longitud y 0.25 mm de ancho. La duración del estado de huevo puede ser de 7 a 9 días (Gaviria, 2004).
Las larvas de esta familia de crisomélidos son gruesas y cortas. Son de color blanco parduzco con la cabeza y la placa cervical de color castaño. Pueden medir 7.00 mm de largo. Las larvas hacen daño en las raíces de sus plantas hospedantes, ocasionando daños al sistema radicular y consumiendo las raíces laterales y los tejidos externos de las raíces (ICA, 1985).
La Pupa se desarrolla en las galerías construidas por la larva, mide 1.2-1.5 cm, tiene aspecto de cucarrón en estado de reposo, es de color blanco y es desnuda, pudiéndose observar claramente la forma del futuro adulto (pico, patas, antenas, alas). En este estado permanece de 6 a 12 día (Castrillón, s.f.).
El adulto, quien es el que ocasiona el mayor daño mide de 5 a 7 mm de largo, son ovalados y alargados con dorso castaño amarillento, castaño rojizo o negro metálico, de acuerdo con la especie. Éstos emergen del suelo y vuelan directamente al fruto en donde se alimentan y dejan cicatrices. En otras ocasiones defolian o dejan perforaciones en las hojas más jóvenes. Las infestaciones de Colaspis parecen estar relacionadas con suelos mal drenados y ricos en materia orgánica. Este insecto se alimenta en la noche y en momentos nublados del día, son buenos voladores y tienden a esconderse o a dejarse caer cuando son perturbados; sin embargo, sus vuelos son cortos (no superan los 5 metros) (Cubillo, 2013).

## [1][2][3][4]Enlaces externos
- Esta obra contiene una traducción  derivada de «Colaspis» de Wikipedia en neerlandés, publicada por sus editores bajo la Licencia de documentación libre de GNU y la Licencia Creative Commons Atribución-CompartirIgual 4.0 Internacional.

- Datos: Q2331275
- Multimedia: Colaspis / Q2331275
- Especies: Colaspis

1. ↑  Instituto Colombiano Agropecuario (ICA) (1985). «Manejo integrado de plagas». Bogotá, Colombia.
2. ↑  Cubillo Sanchez, Douglas (2013). Manejo integrado de insectos plagas en el cultivo de banano: conceptos y aplicaciones. San José, Costa Rica: Chemplast.
3. ↑  Gaviria Palacio, Daniel (Abril de 2004). «Nuevos avances en el conocimiento de la biología de Colaspis spp.». Boletín técnico CENIBANANO N°5.
4. ↑  Castrillón Arias, Consuelo (2010). «Insectos plagas del cultivo de plátano y banano». Corporación colombiana de investigación agropecuaria - AGROSAVIA.